# Fehlingsbleck
Das Fehlingsbleck ist ein Naturschutzgebiet in der niedersächsischen Gemeinde Brietlingen im Landkreis Lüneburg.
Das Naturschutzgebiet mit dem Kennzeichen NSG LÜ 024 ist 20,8 Hektar groß. Es liegt in der Echemer Marsch westlich von Echem direkt am Elbe-Seitenkanal, der das Gebiet nach Westen begrenzt.
Das Gebiet besteht aus einem Baggersee, der von 1968 bis Mitte der 1970er Jahre beim Bau des Elbe-Seitenkanals entstanden ist, und einen unterschiedlich breiten Uferbereich des Sees, der überwiegend mit Gehölzen bestanden ist. Im Süden und Osten grenzen landwirtschaftliche Nutzflächen an das Naturschutzgebiet. Im Norden schließen sich weitere Baggerseen an.
Insbesondere während des Vogelzuges ist der See ein wichtiger Schlafplatz für ziehende Wasservögel. Im Naturschutzgebiet befindet sich auch ein Schlafplatz von Kormoranen.
Im Westen des Naturschutzgebietes befindet sich eine Aussichtsplattform, von dem aus die Wasserfläche des Sees gut einsehbar ist.
Das Gebiet steht seit dem 1. Juni 1974 unter Naturschutz. Zuständige untere Naturschutzbehörde ist der Landkreis Lüneburg.